# Tršće (Chorwacja)
Tršće – wieś w Chorwacji, w żupanii primorsko-gorskiej, w mieście Čabar. W 2011 roku liczyła 342 mieszkańców.